# Demokraterna 66
Demokraterna 66 (nederländska Democraten 66, förkortat D66) är ett socialliberalt politiskt parti i Nederländerna.
Partiet bildades 1966, i protest mot de statiska politiska strukturerna i Nederländerna. Partiet har genom sin profil som pragmatiskt mittenparti ingått i åtskilliga nederländska regeringar, senast 2017–2024 i en borgerlig koalition ledd av premiärminister Mark Rutte.
D66 är medlem av Alliansen av liberaler och demokrater i Europa (ALDE) och Liberala Internationalen.